# Zapora Xiaowan
Zapora Xiaowan (chiń. upr. 小湾坝; chiń. trad. 小灣壩; pinyin Xiǎowān Bà) – zapora wodna wybudowana w 2010 roku w Chinach na rzece Mekong. Zapora Xiaowan ma 292 metry wysokości i jest obecnie szóstą co do wysokości zaporą świata. W związku z jej budową przesiedlono ponad 38 tys. osób.